# Abba Ahimeir
Abba Ahimeir (en hebreu: אב"א אחימאיר‎, en rus: Аба Шойл Гайсинович; 2 de novembre de 1897 - 6 de juny de 1962) va ser un periodista, historiador i activista polític jueu nascut a Rússia. Un dels ideòlegs del sionisme revisionista, va ser el fundador de la facció maximalista revisionista del Moviment Revisionista Sionista (ZRM) i del clandestí Brit HaBirionim.

## Biografia
Abba Shaul Gaisinovich (més tard Abba Ahimeir) va néixer a Dolgoe, un poble prop de Babruisk a l'Imperi Rus (avui a Belarús). De 1912 a 1914, va assistir a l'escola secundària Herzliya Gymnasium a Tel-Aviv. Mentre estava amb la seva família a Babruisk per les vacances d'estiu el 1914, va esclatar la Primera Guerra Mundial i es va veure obligat a completar els seus estudis a Rússia. El 1917, va participar en la Conferència Sionista Russa a Petrograd i va rebre una formació agrícola com a part del moviment HeHalutz de Joseph Trumpeldor a Batum, Caucàs, per preparar-lo per a una vida com a pioner a la Terra d'Israel. El 1920, va deixar Rússia i va canviar el seu nom de Gaisinovich a Ahimeir (en hebreu: «germà de Meir») en record del seu germà Meir que havia caigut en batalla aquell any lluitant contra polonesos durant un pogrom.
Ahimeir va estudiar filosofia a la Universitat de Lieja a Bèlgica i a la Universitat de Viena, completant la seva tesi doctoral sobre La decadència d'Occident d'Oswald Spengler el 1924 just abans d'immigrar al Mandat Britànic de Palestina. A la seva arribada al país, Ahimeir es va activar en els moviments sionistes laboristes Ahdut HaAvoda i Hapoel Hatzair. Durant quatre anys, va servir com a bibliotecari del comitè cultural de l'Organització General de Treballadors a Zikhron Ya'akov i com a professor a Nahalal i Kibutz Geva. Durant aquests anys publica regularment articles a Haaretz i Davar, on comença a criticar la situació política a Palestina i del sionisme, així com del moviment obrer al qual pertanyia.

## Activisme polític

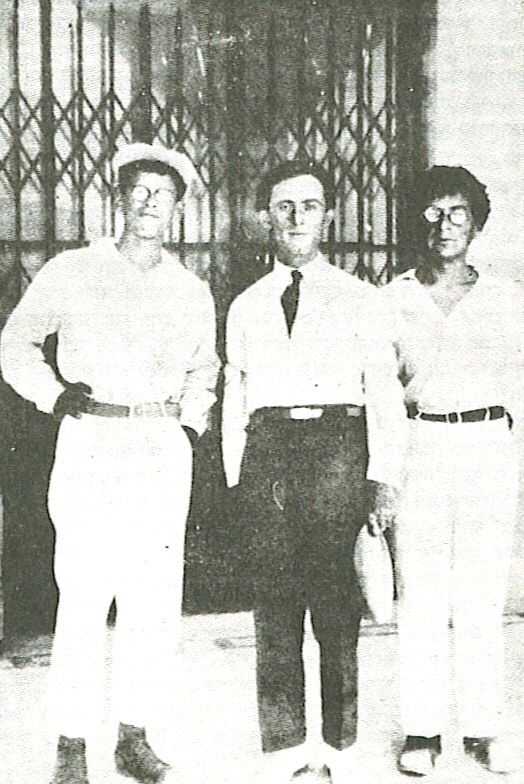
Ahimeir amb Uri Zvi Grinberg i Yehoshua Yevin

El 1928, Ahimeir, juntament amb Yehoshua Yevin i el famós poeta hebreu Uri Zvi Greenberg, es van desil·lusionar amb el que consideraven la passivitat del sionisme obrer i van fundar el Bloc Obrer Revisionista com a part del moviment sionista revisionista de Ze'ev Jabotinsky. Ahimeir i el seu grup incomodava la vella guàrdia del Moviment Revisionista per ser un implant de l'esquerra el maximalisme polític i la marca revolucionària de nacionalisme.
El 1930, Ahimeir i els seus amics van establir el moviment clandestí Brit HaBirionim («Unió de Rebels Sionistes») anomenat així per la clandestinitat jueva antiromana durant la Primera Guerra Judeo-romana.
Brit HaBirionim va ser la primera organització jueva a Palestina que va demanar la independència i la creació d'un estat jueu a la regió. El grup va formular una sèrie de protestes dirigides contra el subsecretari d'Estat per a les Colònies, Drummond Shiels, quan es trobava de visita a Tel-Aviv el 9 d'octubre de 1930 demanant la fi del mandat. Aquest va ser el primer moviment que demanava la independència dels jueus a Palestina, i continuaria tenint una gran influència en altres grups jueus com els Irgun i els Lehi. El 1931, Ahimeir també va liderar una protesta contra el cens de Palestina, en la qual va instar els seus companys jueus a abstenir-se de participar-hi, amb l'eslògan al tippaqdu («no us compteu»).
El 1933, Brit HaBirionim va dirigir les seves activitats contra l'Alemanya nazi. El maig d'aquell any, Ahimeir va liderar els seus seguidors en una campanya per eliminar les esvàstiques dels pals de la bandera dels consolats alemanys a Jerusalem i Jaffa. Brit HaBirionim també va organitzar un boicot als productes alemanys. Brit Habirionim es va convertir en crítics de l'Acord d'Haavara i del seu negociador principal, Haim Arlosoroff. Quan Arlosoroff va ser assassinat a una platja de Tel-Aviv el juny de 1933, Ahimeir i dos amics van ser arrestats i acusats d'incitar a l'assassinat. Ahimeir va ser absolt de l'acusació fins i tot abans que comencés el judici, però va romandre a la presó i va iniciar una vaga de fam que va durar quatre dies. Va ser condemnat per organitzar una organització clandestina il·legal i va romandre empresonat a la presó central de Jerusalem fins a l'agost de 1935. El seu empresonament va posar fi a Brit HaBirionim.
Quan va ser alliberat, Ahimeir es va casar amb Sonia, de soltera Astrachan, i es va dedicar a l'obra literària i a la beca. Els seus articles al diari Hayarden van portar a la seva detenció a finals de 1937 i tres mesos a la presó d'Acre juntament amb membres de l'Irgun Zvai Leumi i altres activistes revisionistes destacats.
Després de l'establiment de l'Estat d'Israel el 1948, Ahimeir es va convertir en membre del consell editorial del diari del partit Herut a Tel-Aviv, així com membre del consell editorial de l'Enciclopèdia Hebrea de Jerusalem, on va publicar (sota les inicials A. AH.) nombrosos articles acadèmics importants, sobretot en els camps de la història i la literatura russa. Ahimeir va morir amb seixanta-cinc anys d'un atac de cor sobtat la vigília del 6 de juny de 1962. Els seus fills, Ya'akov i Yosef, van arribar a ser periodistes.

## Ideologia

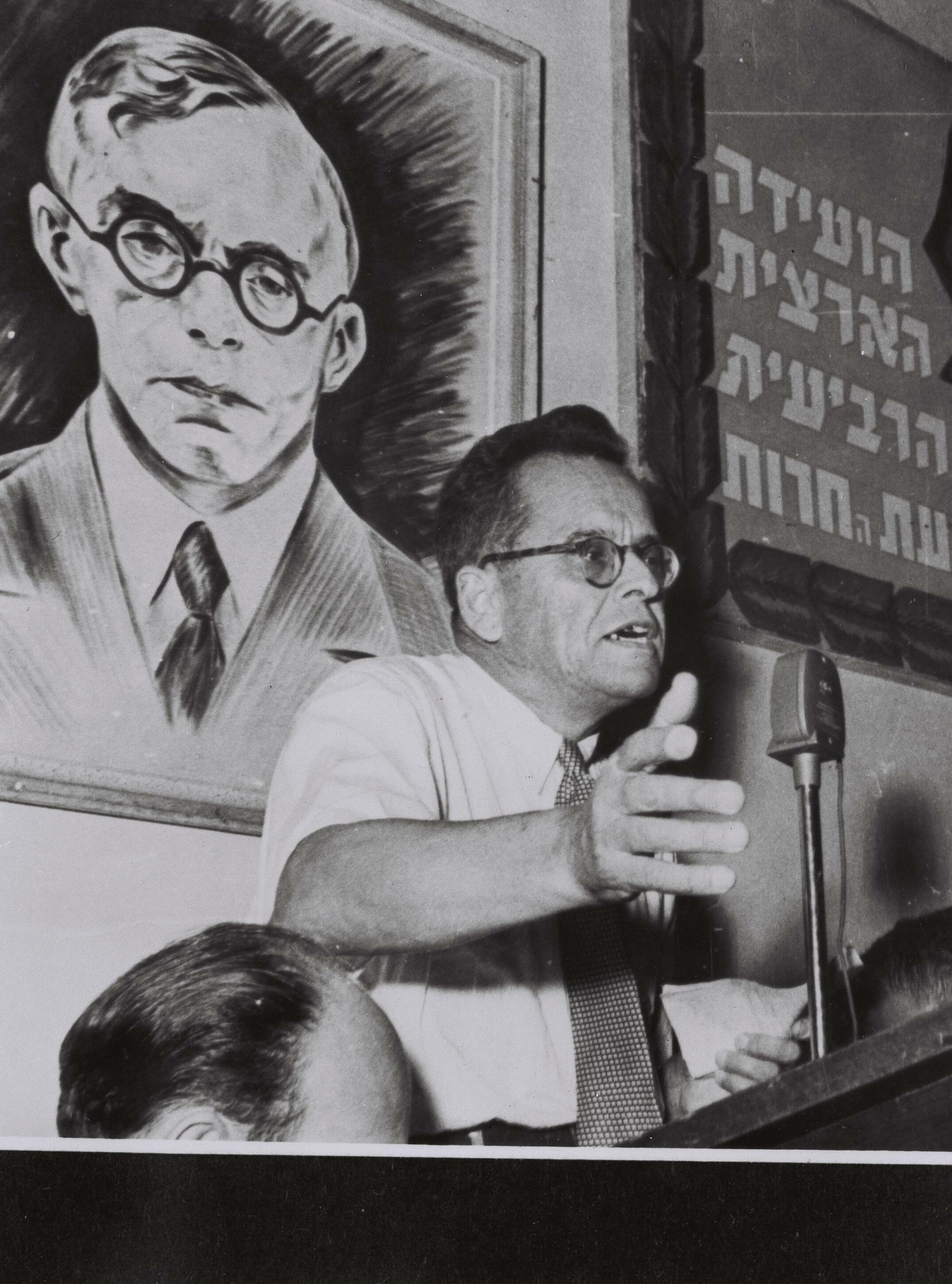
Abba Ahimeir, 1950

Ahimeir considerava el sionisme com un fenomen secular i territorial. Va ser el primer que va parlar de «sionisme revolucionari» i va demanar una revolta per la causa d'un estat jueu independent. La seva visió del món generalment va situar la situació política contemporània en el context de la història jueva, específicament el període del Segon Temple, sovint presentant-se a si mateix i als seus amics com a lluitadors per la llibertat de l'estat projueu, l'administració del mandat com una encarnació moderna de l'antiga Roma i el lideratge oficial sionista com a col·laboradors jueus. Les opinions d'Ahimeir van tenir una profunda influència en la ideologia de les organitzacions Irgun i Lehi durant les seves operacions durant el mandat i més tard la guerra de Palestina de 1947-1949.
Encara que Ahimeir es va descriure com a feixista a finals de la dècada de 1920, i va escriure una sèrie de vuit articles al diari hebreu Doar HaYom el 1928 titulats «Del quadern d'un feixista», pocs dels seus contemporanis es van prendre seriosament aquestes inclinacions. Ze'ev Jabotinsky, que va mantenir constantment que no hi havia lloc per al feixisme dins del seu moviment revisionista, va rebutjar la retòrica d'Ahimeir i va argumentar que ell i els seus seguidors maximalistes només estaven jugant per argumentar i no eren seriosos en les seves creences feixistes.
A l'edició del 7 d'octubre de 1932 de «Hazit Ha'am», Jabotinsky va escriure:
| « | Aquests homes, fins i tot en les faccions maximalistes i activistes, no són més de dos o tres, i fins i tot amb aquests dos o tres —perdoneu la meva franquesa— és una manera de parlar, no una realitat. Fins i tot el Sr. Ahimeir em fa la impressió d'un home que mostrarà flexibilitat per als objectius educatius… per això ha manllevat algunes frases de moda (i força innecessàries) actualment, en què aquesta idea agosarada es vesteix a diverses ciutats estrangeres. | » |

El mateix Ahimeir va confirmar que durant un temps va pensar que el feixisme era una manera realista d'oposar-se als «horrors de la Revolució Russa», però que ràpidament va girar l'esquena a la ideologia de Mussolini i a principis de 1929 Jabotinsky «el va curar de feixisme».
La imatge feixista d'Ahimeir durant la dècada de 1920 va ser aprofitada per l'autor Christopher Hitchens en un article de 1998 titulat «El mur de ferro» per argumentar que el feixisme era la ideologia que guiava a Benzion Netanyahu, un deixeble d'Ahimeir i, per tant, el seu fill, el primer ministre israelià Binyamin Netanyahu. En una entrevista del 16 d'abril de 2010 al Jerusalem Post, el fill d'Ahimeir, Yossi, va defensar el seu pare contra les acusacions de feixisme, dient:
| « | Hitchens és un conegut escriptor antiisraelià que treu l'escrit del meu pare completament fora de context. El feixisme de 1928 no es pot veure en el context dels anys trenta. Per descomptat, no seria un feixista tenint en compte com es va desenvolupar. | » |